# Щапова, Татьяна Фёдоровна
Татьяна Фёдоровна Щапова (1902—1954) — советский альголог, доктор биологических наук.
Участвовала (несмотря на туберкулёз, который давал о себе знать много лет) в экспедициях на северные (Баренцево и Белое), южные и восточные моря Советского Союза. Во время Второй мировой войны трудилась не по специальности — в лаборатории авиационного института в Ташкенте. В 1948 году защитила докторскую диссертацию на тему «Географическое распространение и пути расселения порядков Laminariales, Fucales и Desmarestiales в северной части Тихого океана». Сделала важный вывод о том, что флора Арктики имеет послеледниковое происхождение и, таким образом, достаточно молода.
В вопросе о биполярном распространении водорослей доказала, что некоторые их виды имеют южное происхождение. В честь Щаповой назван род бурых водорослей Stschapovia. Единственный вид этого рода Stschapovia flagellaris занесён в Красную книгу Российской Федерации. Обследовала япономорское побережье Сахалина.
Погибла в авиакатастрофе.

## Публикации
- Щапова Т. Ф. Донная растительность северо-восточных заливов Каспийского моря – Комсомолец (Мертвый Култук) и Кайдак // Ботанический журнал : журнал. — 1938. — Т. 23, № 2. — С. 122–144.
- Киреева М. С., Щапова Т. Ф. Донная растительность северо-восточной части Каспийского моря // Бюл. МОИП, отд. Биологии : журнал. — 1939. — Т. 23, № 2—3. — С. 3–14.
- Киреева М. С., Щапова Т. Ф. Запасы и промысел морской травы // Рыбное хозяйство : журнал. — 1939. — Т. 23, № 3.
- Щапова Т. Ф. Амфипацифическое распространение некоторых видов бурых водорослей // Доклады АН СССР : журнал. — 1946. — Т. 52, № 2.
- Щапова Т.Ф., Возжинская В. Б. Водоросли литорали западного побережья Сахалина // Труды Института океанологии АН СССР : журнал. — 1960. — Т. 34. — С. 123—146.